# El Pescador
El Pescador är en ort i Mexiko.   Den ligger i kommunen Pajapan och delstaten Veracruz, i den sydöstra delen av landet, 500 km öster om huvudstaden Mexico City. El Pescador ligger 12 meter över havet och antalet invånare är 230.
Terrängen runt El Pescador är platt. Runt El Pescador är det ganska tätbefolkat, med 149 invånare per kvadratkilometer. Närmaste större samhälle är Cosoleacaque, 19,8 km söder om El Pescador. Omgivningarna runt El Pescador är en mosaik av jordbruksmark och naturlig växtlighet.